# Carrizal (Valderrueda)
Carrizal es una localidad española del municipio de Valderrueda, en la provincia de León, comunidad autónoma de Castilla y León.
La iglesia está dedicada a san Miguel Arcángel.

## Localidades limítrofes
Confina con las siguientes localidades:
- Al norte con Puente Almuhey.
- Al noreste con Cegoñal.
- Al suroeste con Villamorisca.
- Al oeste con Cerezal de la Guzpeña.

## Demografía
Evolución de la población
| Gráfica de evolución demográfica de Carrizal entre 2000 y 2017     |
|                                                                    |
| Población de derecho (2000-2017) según el padrón municipal del INE |

## Historia
Así se describe a Carrizal en el tomo V del Diccionario geográfico-estadístico-histórico de España y sus posesiones de Ultramar, obra impulsada por Pascual Madoz a mediados del siglo XIX:

Lugar en la provincia y diócesis de León (11 leguas), partido judicial de Sahagún (8 leguas), audiencia territorial y capitanía general de Valladolid (23 leguas), ayuntamiento de la Vega (1 legua). Situado en la falda de una cuesta; su clima bastante frío; sus enfermedades más comunes, cuartanas y dolores de costado. Tiene 28 casas; escuela de primeras letras, frecuentada por 24 niños, que satisfacen al maestro una módica retribución; iglesia parroquial (San Miguel), servida por 1 cura de primer ascenso, y presentación de Su Majestad en los meses apostólicos, y en los ordinarios del arcediano de Cea, dignidad de la catedral de León, y un beneficiado de libre colación, con cargo de misas populares. Confina N Cegoñal; E Calaveras de Arriba; S Villamorisca, y O Cerezal. El terreno es de ínfima calidad. Los caminos locales; recibe la correspondencia de Almanza. Producciones: centeno, trigo, legumbres y muy buen lino; cría toda clase de ganado; y caza de jabalíes, corzos, lobos y alguna liebre. Población: 23 vecinos, 80 almas. Contribución: con el ayuntamiento.
Diccionario geográfico-estadístico-histórico de España y sus posesiones de Ultramar